# Bundesgymnasium und Bundesrealgymnasium Linz, Ramsauerstraße

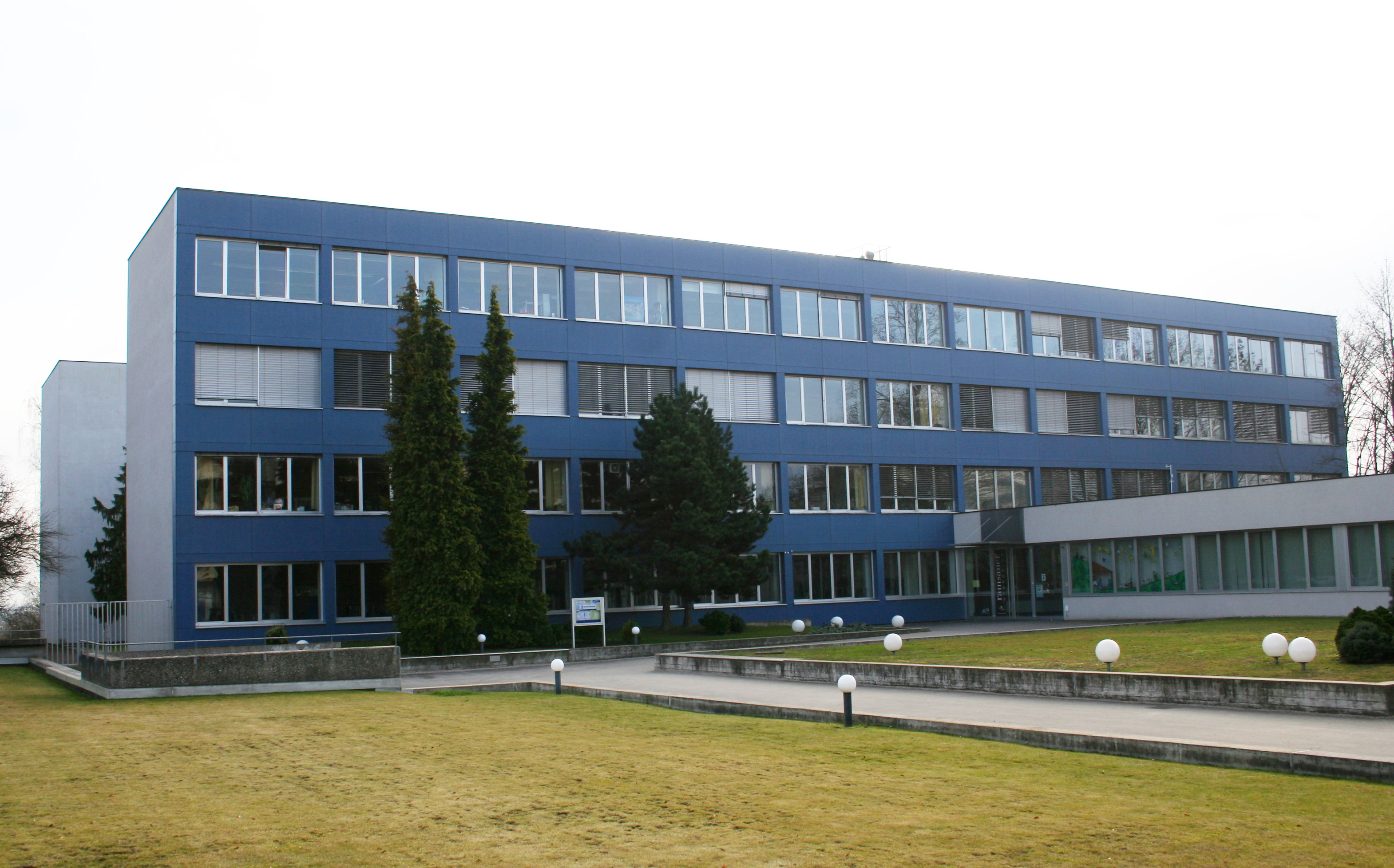
Ramsauergymnasium (Eingangsbereich)

Das Ramsauergymnasium, offizielle Bezeichnung Bundesgymnasium und Bundesrealgymnasium Linz, Ramsauerstraße, ist eine der 15 allgemeinbildenden höheren Schulen der oberösterreichischen Landeshauptstadt Linz und befindet sich im Stadtteil Bindermichl. Den Namen trägt die Straße, in der die Schule heute liegt, von Johann Georg Ramsauer, der 1846 das eisenzeitliche Gräberfeld in Hallstatt entdeckte. 719 Schüler werden derzeit (2016/2017) von ungefähr 70 Lehrern in 30 Klassen unterrichtet.

## Geschichte

### Hummelhof
Im September 1957 wurden erstmals im „Hummelhof“ an der Maderspergerstraße dislozierte (verlegte) Klassen des BRG Linz, Khevenhüllerstraße, errichtet. Der Hummelhof wurde urkundlich zum ersten Mal 1321 erwähnt. Er wurde in knapp vier Monaten vom landwirtschaftlichen Gebäude mit Kuh-, Pferde-, Schweineställen und Heuboden zu einer 8-klassigen Schule umgebaut. Provisorischer Leiter wurde Richard Hemmelmayr.
Am 11. Januar 1961 verselbständigte sich der Schulteil und wurde zum 3. Bundesgymnasium Linz, und Richard Hemmelmayr wurde zum Direktor ernannt.

### Neubau Ramsauerstraße
1962 wurde die Schule an der Ramsauerstraße/Landwiedstraße neu gebaut. An dieser Stelle stand der Hamoderbauernhof, der am 27. Dezember 1944 bei einem Luftangriff auf Linz zerbombt wurde. Es wurden die Architekten Rüdiger Stelzer und Walter Hutter mit dem Bau beauftragt. Die Bauzeit betrug etwas über drei Jahre (8. März 1965 bis 18. April 1968).
Nach der Pensionierung von Direktor HR Hemmelmayr folgte HR Mag. Dietmar Kagerer als Leiter nach (1977–1987).
Am 12. Oktober 1988 übernahm Norbert Schaller die Leitung der Schule. 1989 wurde die offizielle Schulbezeichnung in „Bundesgymnasium und Bundesrealgymnasium 4020 Linz, Ramsauerstraße 94“ geändert.
Im Juli 1997 wurde das Gymnasium um rund 90 Millionen Schilling generalsaniert. Dabei wurde auch eine neue Aula errichtet.
Im Schuljahr 1998/1999 wurden die beiden schulautonomen Schulformen Network und Bell' arti eingerichtet und der Schulversuch EURO Gymnasium, in dem Französisch bereits ab der 3. Klasse unterrichtet wird, gestartet.
1998 wurde der Absolventen- und Unterstützungsverein gegründet.
2004 wurde die Bell' arti Academy eröffnet.
Mit 1. Jänner 2010 hat Manfred Mollnhuber die Leitung der Schule übernommen.
Seit September 2018 leitet Thomas Riedl das Gymnasium.

## Allgemeines

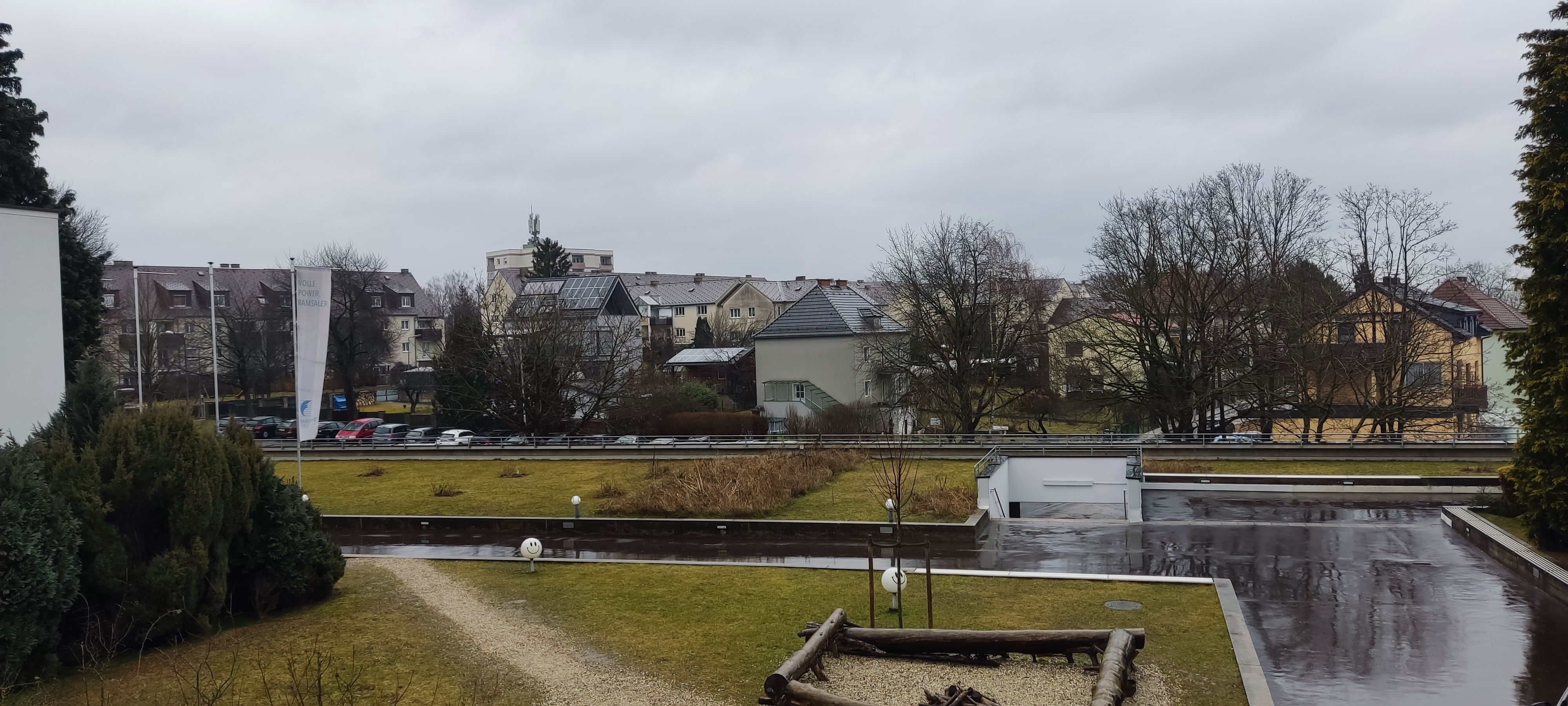
Eingangsbereich aus dem 1. Stock, TABE

Das Ramsauergymnasium ist seit der Renovierung in dem Jahr 1997 sehr gut ausgestattet. Es stehen zwei modern ausgestattete Informatikräume zur Verfügung, die vor allem im Network-Zweig zum Einsatz kommen. Im dritten Stock wurde ein naturwissenschaftliches Zentrum mit neuen Biologie-, Physik- und Chemiesälen eingerichtet. Ebenfalls im dritten Stock befindet sich das musische Zentrum mit Musik-, Zeichen- und Werksälen, und es gibt einen Fußball-, einen Beachvolley- und einen Hartplatz.

## Schultypen
Die Schule bietet seit dem Schuljahr 2021/22 drei neue Zweige an:
- ART: Musisch-kreatives Gymnasium
- M²IND: Realgymnasium mit Schwerpunkt Naturwissenschaft und Informationstechnologie
- SMILE: Gymnasium mit Fokus auf Sprache und Interkulturalität

Die drei auslaufenden Schulzweige sind:

### Network
Bei diesem Zweig wird der Schwerpunkt auf eine ergänzende Informatikausbildung gelegt, die auch fächerübergreifend eingebunden wird. Mathematik wird ebenfalls verstärkt unterrichtet. Wahlpflicht- und Freifächer der Informatik runden das Angebot ab. Dieser Zweig wird auch in der Oberstufe mit Notebookklassen weitergeführt.

### Euro
Diese Schulform bietet eine verstärkte Sprachausbildung mit einer zweiten lebenden Fremdsprache (Französisch) ab der 3. Schulstufe sowie Latein ab der 5. Schulstufe. Auch europäische Geschichte, Kultur und Politik werden verstärkt unterrichtet.

### Bell' Arti
Dieser Schultyp hat einen musisch-kreativen Schwerpunkt. Bildnerische Erziehung und Musik werden verstärkt unterrichtet, gesonderte Schwerpunkte in der Ausbildung je Schulstufe gesetzt. Weitere musisch-kreative Fähigkeiten werden in Wahlpflichtgegenständen und unverbindlichen Übungen (etwa der Kunstwerkstatt) gefördert.
Für diesem Schultyp ist neben der AHS-Reife eine gesonderte Aufnahmeprüfung zu absolvieren, die die künstlerische Begabung beurteilt.

## Bekannte Absolventen
- Manfred Buchroithner (Kartograf)[8]
- Wolfgang Kern (Kunststoff-Chemiker, Hochschullehrer und Industriemanager, Österreicher des Jahres 2019)[9]
- Rudi Klausnitzer (ORF, Intendant der Vereinigten Bühnen Wien)[10]
- Manfred Nowak (Professor für Verfassungs- und Menschenrechte)
- Kurt Rammerstorfer (Hörfunkdirektor des ORF)
- Helmut Opletal (Journalist (Dr.-Karl-Renner-Publizistikpreis), ORF-Korrespondentenbüroleiter in Peking)[11]